# Соріанелло
Соріанелло (італ. Sorianello, сиц. Surianellu) — муніципалітет в Італії, у регіоні Калабрія,  провінція Вібо-Валентія.
Соріанелло розташоване на відстані близько 490 км на південний схід від Рима, 50 км на південний захід від Катандзаро, 15 км на південний схід від Вібо-Валентії.
Населення — 1185 осіб (2014).
Щорічний фестиваль відбувається 6 грудня. Покровитель — святий Миколай Vescovo .

## Демографія
Населення за роками:

Станом на 1 січня 2023 року в муніципалітеті офіційно проживало 29 іноземців з 9 країн, серед них 14 громадян країн Євросоюзу.

## Сусідні муніципалітети
- Джерокарне
- Піццоні
- Сімбаріо
- Соріано-Калабро
- Спадола